# Голі кулаки
«Голі кулаки» (англ. Bare Knuckles) — американський бойовик 2010 року.

## Сюжет
Мати-одиначка Саманта Роджерс працює офіціанткою в зубожілому барі. Вона готова піти на будь-яку роботу, аби забезпечити майбутнє своєї дочки. І доля дає їй такий шанс у вигляді промоутера підпільних боїв на виживання Сонні Кула. Саманта знайомиться зі світом нелегальних боїв без правил де немає місця слабакам і ніхто не допоможе невдасі.

## У ролях
- Жанетт Роксборо — Саманта Роджерс
- Мартін Коув — Сонні Кул
- Луїс Менділор — Недіш
- Бріджет Райлі — Мона
- Джоенн Барон — Дороті
- Спайс Вільямс — Флейм
- Ентоні Кістаро — Дональд Лофтен
- Сьюзан Бріттан — жінка Лофтена
- Майлін — грає саму себе
- Дена Рід — Тріксі
- Еріка Грейс — Бум Бум
- Аліна Андрей — Наша
- Міранда Квок — Кім Су
- Крістал Сантос — Синтія Мартінес
- Кріс Малкі — Аль тренер
- Тейя Роксборо — Міла Роджерс
- Ерік Етебарі — Трой Роджерс
- Тоні Асеведо — Тоні М
- Седі Александру — Максін